# Ascariasis
La ascariasis es una enfermedad humana causada por el nematodo parásito intestinal conocido como Ascaris. Esta enfermedad afecta a la cuarta parte de la población mundial, convirtiéndose en la infección helmíntica más común a nivel mundial, con una alta prevalencia en regiones tropicales y subtropicales y áreas con inadecuadas medidas higiénicas. La ascariasis es una geohelmintiasis, es decir, que requiere que una parte del ciclo biológico de su agente etiológico se desarrolle en el suelo.

## Historia
Existen evidencias de la enfermedad desde la Antigüedad. Se han encontrado momias del antiguo Egipto infectadas con este parásito, así como también huevos de Ascaris lumbricoides en coprolitos humanos en Perú que datan aproximadamente del año 2276 a. C.
Dado el gran tamaño de este gusano, su existencia debe haber sido bastante obvia, y existen muchos escritos antiguos que hacen referencia a esta infección. El papiro Ebers, del siglo XV a. C., comenta su existencia y su tratamiento, y tanto Hipócrates como médicos chinos, árabes y romanos escribieron en su momento al respecto.
Durante muchos años se tenía cierta confusión entre Ascaris lumbricoides y la lombriz de tierra, pero no fue sino hasta el siglo XIX, cuando el médico y anatomista británico Edward Tyson describió la anatomía comparada entre el parásito y la lombriz de tierra.
La manera de infectarse no fue muy comprendida hasta el año 1862, cuando el médico francés Casimir Davaine demostró que estaba dada por la ingestión de los huevos, trabajo que fue apoyado por el del naturalista italiano Giovanni Battista Grassi, el que ingirió experimentalmente huevos de A. lumbricoides, y posteriormente encontró huevos del mismo parásito en sus heces. Para 1915, Stewart describió el ciclo vital del helminto, incluyendo su paso por los pulmones, y, en 1922, Koino en Japón ingirió experimentalmente 2000 huevos de Ascaris lumbricoides; 11 días después, encontró larvas en su esputo, y días después eliminó 667 gusanos por las deposiciones al administrarse un antihelmíntico, estableciendo el ciclo completo.

## Características
Ascaris es el nematodo más grande que parasita el intestino. El gusano adulto hembra mide entre 20 y 30 cm (centímetros) de largo; el macho es más pequeño: mide de 15 a 20 cm de largo.

## Fisiopatología

### Ciclo de vida

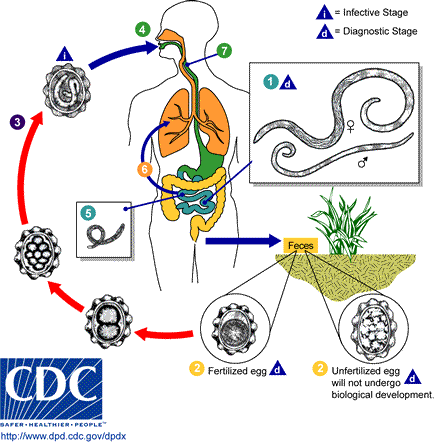
Ciclo de vida de Ascaris lumbricoides.

Una hembra puede producir alrededor de 200 000 huevos por día, los que son eliminados en las heces. Los huevos no fertilizados al ser ingeridos, no son infecciosos. Los huevos embrionados fértiles se convierten en infecciosos en el ambiente, en un período que va desde los 18 días hasta varias semanas, dependiendo de las condiciones ambientales de humedad y temperatura
Al ingerir los huevos fértiles, las larvas eclosionan, invaden la mucosa intestinal, atraviesan hacia la circulación porta, y llegan por circulación sistémica a los pulmones y penetran los alvéolos. Las larvas maduran más en los pulmones (10 a 14 días), y luego migran al árbol bronquial y de aquí a la garganta en donde son ingeridos de vuelta al intestino. En el intestino delgado, se convierten en gusanos adultos, los que pueden vivir de 1 a 2 años.

### Causas
La ascariasis es causada por consumir alimentos o bebidas contaminados con huevos de Ascaris. Se encuentra asociada con una higiene personal deficiente, condiciones sanitarias precarias y lugares en los que se utilizan heces humanas como fertilizante.

### Mecanismo de daño
Los efectos que provoque en el organismo dependen del lugar donde se encuentre y de su forma evolutiva. Las formas larvarias al atravesar los pulmones pueden provocar hemorragia e inflamación, lo que en forma masiva se conoce como síndrome de Löffler. Eventualmente las larvas podrían no llegar al pulmón y alojarse en otros órganos, provocando una reacción granulomatosa.
En la mucosa intestinal producen irritación debido a su tamaño y movimiento. También pueden ocurrir complicaciones graves como obstrucción intestinal, e incluso migración de individuos adultos a otros órganos del cuerpo, como el colédoco y las vías biliares.

## Manifestaciones clínicas
Los gusanos adultos generalmente no causan síntomas agudos, sin embargo, infestaciones por un gran número de individuos pueden causar dolor abdominal agudo y obstrucción intestinal, cuando estos se anudan entre sí, y forman un gran bolo. La migración de gusanos adultos puede causar síntomas de oclusión de las vías biliares (colestasis), pancreatitis o expulsión oral. La permanencia de los gusanos en el intestino puede generar diarrea, dolor abdominal difuso, náuseas y vómitos. También pueden causar malabsorción y anorexia, lo que lleva a la desnutrición. Los niños de 2 a 3 años de edad con ascariasis son alrededor de 2 cm (centímetros) más bajos que sus pares no infectados.
Durante la fase pulmonar de la migración de larvas, síntomas pulmonares pueden ocurrir: tos, disnea, hemoptisis, neumonitis eosinofílica.

## Diagnóstico de laboratorio
El método diagnóstico de ascariasis intestinal es la identificación microscópica de los huevos en las heces, el examen directo al fresco detecta infecciones de moderadas a fuertes. Para evaluaciones cuantitativas de la infección, se utilizan métodos, como el Kato-Katz.
Las larvas se pueden identificar en el esputo o en el aspirado gástrico durante la fase de la migración pulmonar. Gusanos adultos a veces pasan en las heces o por la boca o la nariz y son reconocibles por sus características macroscópicas.
El diagnóstico de una obstrucción intestinal por Ascaris se logra siguiendo los parámetros de un abdomen agudo. Por lo general se presenta en sujetos con antecedentes de expulsión del gusano. La exploración del paciente demuestra dolor abdominal, vómitos, ausencia de evacuaciones y fiebre con la palpación de ovillos intestinales. La radiología abdominal suele ser necesaria para confirmar el diagnóstico.

## Tratamiento
El tratamiento incluye medicamentos de la familia de los benzimidazólicos, la droga de elección es el albendazol a una dosis de 400 mg (miligramos) como dosis única.

## Prevención
El acceso a los servicios de agua potable, saneamiento y el mejoramiento de las prácticas de higiene pueden reducir este parásito.